# Basse vallée de l'Ouémé, lagune de Porto-Novo, lac Nokoué
La basse vallée de l'Ouémé, la lagune de Porto-Novo et le lac Nokoué forment ensemble une vaste zone humide, la plus grande du Bénin avec 91 600 ha. Elle est protégée par la convention de Ramsar.

## Géographie
Elle est localisée dans le département de l’Ouémé, au sud du Bénin. La faible pente de l’Ouémé Inférieur favorise les inondations. Le fleuve rejoint ensuite le lac Nokoué, puis se déverse dans l’océan Atlantique en traversant la lagune de Porto-Novo.

### Géologie
Les formations géologiques et géomorphologiques qui encadrent le lac Nokoué et la lagune de Porto-Novo comprennent trois principales structures:
- Les plateaux du Continental Terminal, qui s'étendent à l'est et à l'ouest de manière horizontale.
- L'échancrure du bassin inférieur de l'Ouémé-So, qui mesure 90 km de long sur 20 km de large dans sa partie la plus méridionale.
- Les cordons littoraux Ogolien et Holocène, localisés au sud de la région[2].

## Demande de classement au patrimoine mondial
La délégation permanente du Bénin auprès de l'UNESCO a déposé le 16 juin 2020 une demande de classement du site de la basse vallée de l'Ouémé au titre du patrimoine mondial.

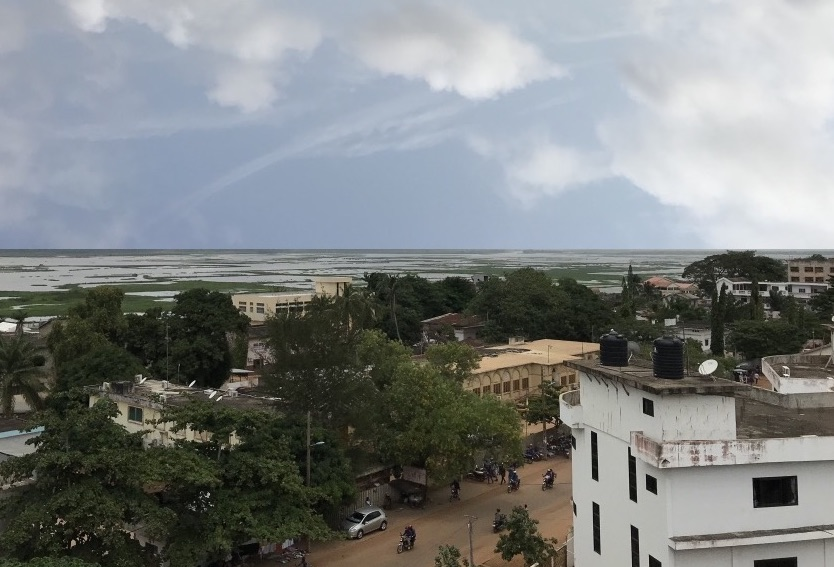
Vue sur la lagune de Porto Novo, Bénin

## Faune et flore
Le dossier de candidature au patrimoine mondial décrit les qualités et richesses de la Vallée: «Ce paysage culturel est un grand  réceptacle des eaux. Il résulte d’un processus naturel d’eau drainée par le fleuve Ouémé descendant du Nord Bénin vers l’océan Atlantique. Les crues du fleuve Ouémé apportent chaque année une quantité non négligeable d’alluvions limoneuses qui contribuent non seulement à la bonne fertilité des sols mais aussi à la préservation des espèces fauniques et floristiques puis à la conservation des sites lacustres de la basse vallée. 
La difficulté d’accès et les activités humaines traditionnelles ont beaucoup contribué à maintenir l’intégrité du patrimoine de la basse vallée de l’Ouémé. La basse vallée de l’Ouémé est un réservoir des espèces fauniques et floristiques (Cercopithecus erythrogaster, Trichechus senegalensis, Crocodilus shucus, Philantomba walteri, Albizia ferruginea, Khaya senegalensis, Rhyzophora racemosa, Avicenia germinans etc.) grâce aux réseaux hydrographiques qui l’alimentent. On rencontre dans ce paysage la diversité biologique maintenue de manière participative avec les communautés locales. L’ensemble lacustre de la basse vallée de l’Ouémé a gardé ses traits distinctifs. Les attraits de ces terroirs lacustres qui datent de la fin  du XVIIe siècle s'harmonisent entre les matériaux de construction et l'environnement naturel.»

### Note
- (fr) Cet article est partiellement ou en totalité issu de l’article de Wikipédia en français intitulé « Basse vallée de l'Ouémé, lagune de Porto-Novo, lac Nokoué » (voir la liste des auteurs).